# Пустовалов, Анатолий Иванович
Анатолий Иванович Пустовалов (8 ноября 1896 — 30 марта 1991) — советский военный деятель, контр-адмирал, участник Гражданской и Великой Отечественной войн.

## Биография
Анатолий Иванович Пустовалов родился 8 ноября 1896 года в местечке Грязи (ныне — Сосновский район Тамбовской области). В 1915 году был призван на службу в Российский флот. Окончил механическое отделение Морского инженерного училища. В 1918 году поступил на службу в Военно-морской флот. В 1920 году окончил курсы механиков и автомобильного дела в Петрограде, в 1929 году — отделение связи электротехнического факультета Военно-морской академии. Участвовал в Гражданской войне, в том числе в обороне Петрограда. Служил на различных командных и преподавательских должностях в системе Военно-морского флота СССР.
С декабря 1929 года — на службе в научных подразделениях ВМФ СССР. Был инженером Научно-технической комиссии ВМФ СССР, старшим инженером Научно-испытательного полигона связи этой же комиссии. В 1932—1933 годах возглавлял отдел звуковой техники Научно-исследовательского морского института связи ВМФ СССР в Ленинграде. В 1933—1938 годах руководил отделом гидроакустики того же института. Три раза командировался в Германию, занимался приёмкой гидроакустической аппаратуры, закупаемой там Советским Союзом. В августе 1936 года был репрессирован, однако в мае 1938 года реабилитирован и восстановлен в кадрах ВМФ СССР.
Находился на преподавательской работе в Военно-морской академии имени К. Е. Ворошилова. Был начальником гидроакустического и специального отделов, доцентом, преподавателем кафедры гидроакустических средств связи и наблюдения. В годы Великой Отечественной войны находился вместе с академией в Ленинграде, неоднократно выезжал на действующие флоты, оказывая практическую помощь личному составу в повышении эффективности использования гидроакустической аппаратуры. По завершении боевых действий служил в Союзной контрольной комиссии в Германии, был начальником 2-го отделения Военно-морского отдела Советской военной администрации в Германии.
По возвращении в СССР продолжал службу в Военно-морском флоте, Был заместителем начальника Управления радиолокации Военно-морских сил СССР. В 1949—1956 годах возглавлял Научно-исследовательский гидроакустический институт № 7 Военно-морского флота СССР в Ленинграде. Под его руководством создавалась новейшая на тот момент отечественная гидроакустическая аппаратура для кораблей флота. В январе 1957 года был уволен в запас. Умер 30 марта 1991 года, похоронен на Серафимовском кладбище Санкт-Петербурга.

## Награды
- Орден Ленина (21 февраля 1945 года);
- 2 ордена Красного Знамени (3 ноября 1944 года, 1948);
- Орден Отечественной войны 1-й степени (1985);
- Медали.